# Chu Ai vương
Chu Ai Vương (chữ Hán: 周哀王; trị vì: 441 TCN), tên thật là Cơ Khứ Tật (姬去疾), là vị vua thứ 29 của nhà Chu trong lịch sử Trung Quốc.
Ông là con trai trưởng của Chu Trinh Định Vương – vua thứ 28 nhà Chu.
Năm 441 TCN, Chu Trinh Định vương mất, Chu Ai vương lên nối ngôi. Nhưng chỉ được 3 tháng thì ông bị em là Cơ Thúc Tập giết hại để giành ngôi vua, tức là Chu Tư Vương.